# Asura formosicola
Asura formosicola là một loài bướm đêm thuộc phân họ Arctiinae, họ Erebidae.